# 戴冠式頌歌

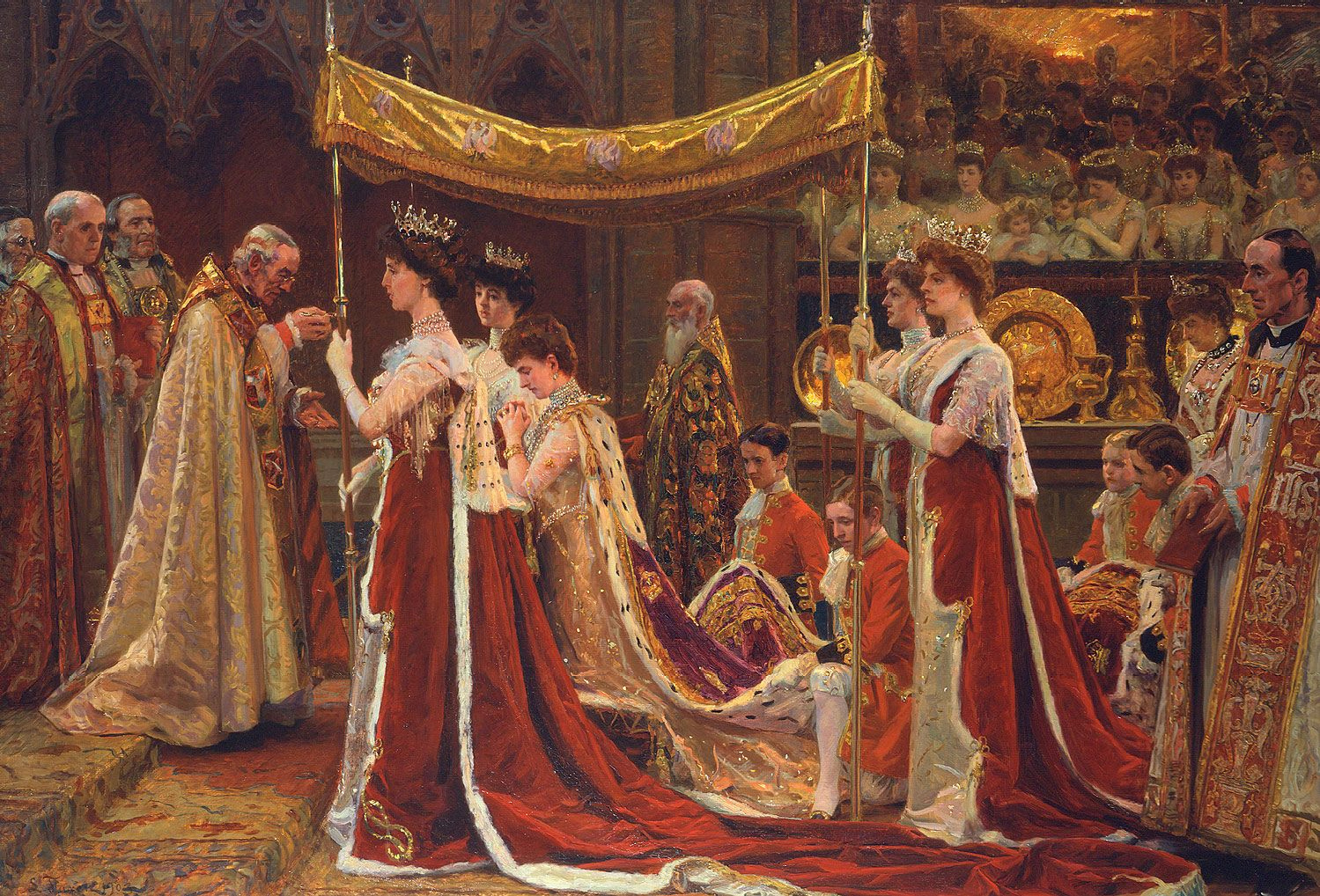
エドワード7世の戴冠式で聖別を受ける「古代の諸王の娘」アレクサンドラ王妃。ヴィクトリア女王以来64年ぶりに挙行される戴冠式のために「戴冠式頌歌」は作曲された。

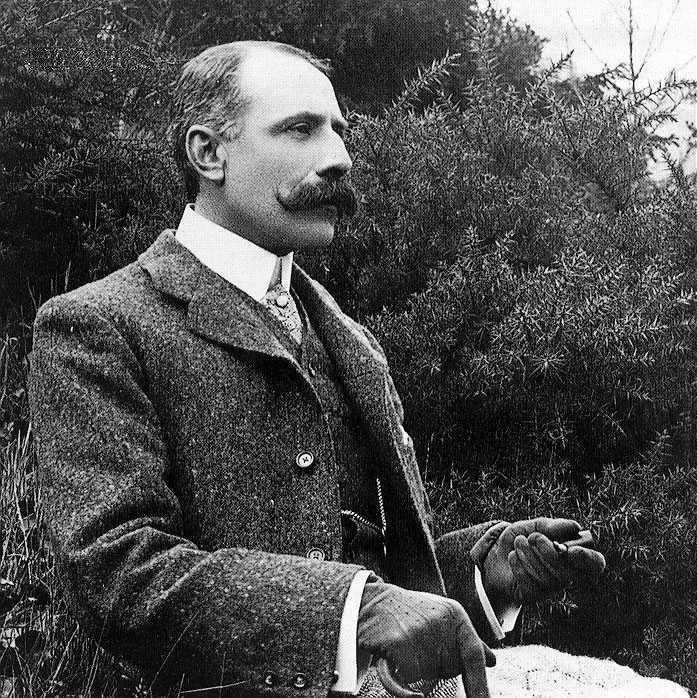
エドワード・エルガー

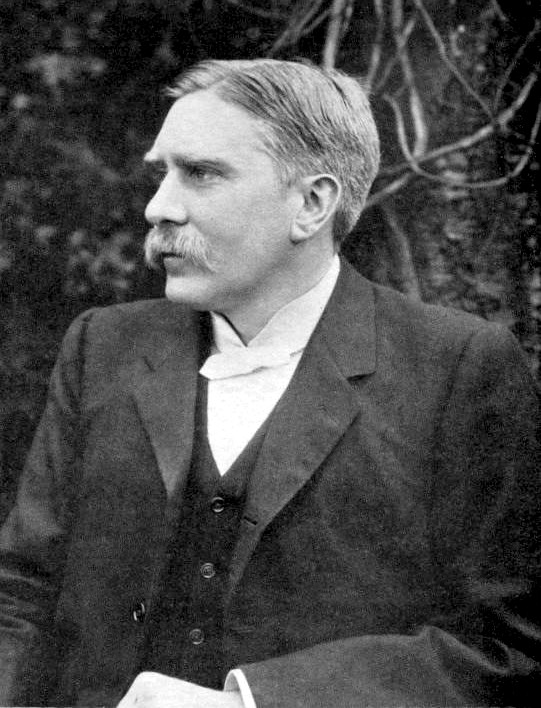
アーサー・クリストファー・ベンソン(Arthur Christopher Benson)

『戴冠式頌歌』（たいかんしきしょうか Coronation Ode）作品44は、エドワード・エルガー作曲のソプラノ、メゾソプラノ、テノール、バスと合唱と管弦楽による合唱曲。歌詞はアーサー・クリストファー・ベンソンによる。本作は1902年の英国王エドワード7世と妃アレクサンドラの戴冠式のために書かれた。「エドワード7世陛下の特別な勅許」によって献呈された。しかし王の病気のため、戴冠式の挙行は延期されたそのため、初演は1902年10月2日のシェフィールド・フェスティバルまで延期された。初演はエルガー自身の指揮でアグネス・ニコルズ、 ミュリエル・フォスター、 ジョン・コーツとデイヴィッド・フラングコン・デイヴィスの歌唱とシェフィールド合唱団によってなされた。ロンドンでの初演は同年の10月26日にコヴェント・ガーデンで行われた。
本作は6つのパートがある。
I - 導入部:「王が戴冠したまわんことを("Crown the King")」
II - (a) 「王妃("The Queen")」(b) 「古代の諸王の娘("Daughter of ancient Kings")」
III -「英国よ、自問せよ ("Britain, ask of thyself")」
IV - (a) 「聞け、神聖なる天空で("Hark upon the hallowed air")」(b)「ただ心が純粋になれ("Only let the heart be pure")」
V - 「平和、麗しき平和よ"Peace, gentle peace"」
VI - 終結部: 「希望と栄光の国("Land of Hope and Glory")」

## 歴史
1901年にヴィクトリア女王が崩御すると、その息子エドワード7世の戴冠式の調整がほどなく着手された。この年の暮れにコヴェント・ガーデン・グランドオペラ会社はエルガーに、翌年7月に計画されている戴冠式前夜のロイヤル・ガラの作品を委嘱した。エルガーはベンソン（もしかしたらこれは王の要請かもしれない）を台本を提供させるために招聘した。ベンソンは作家でもあり音楽家でもあった。このコラボレーションは大成功した。

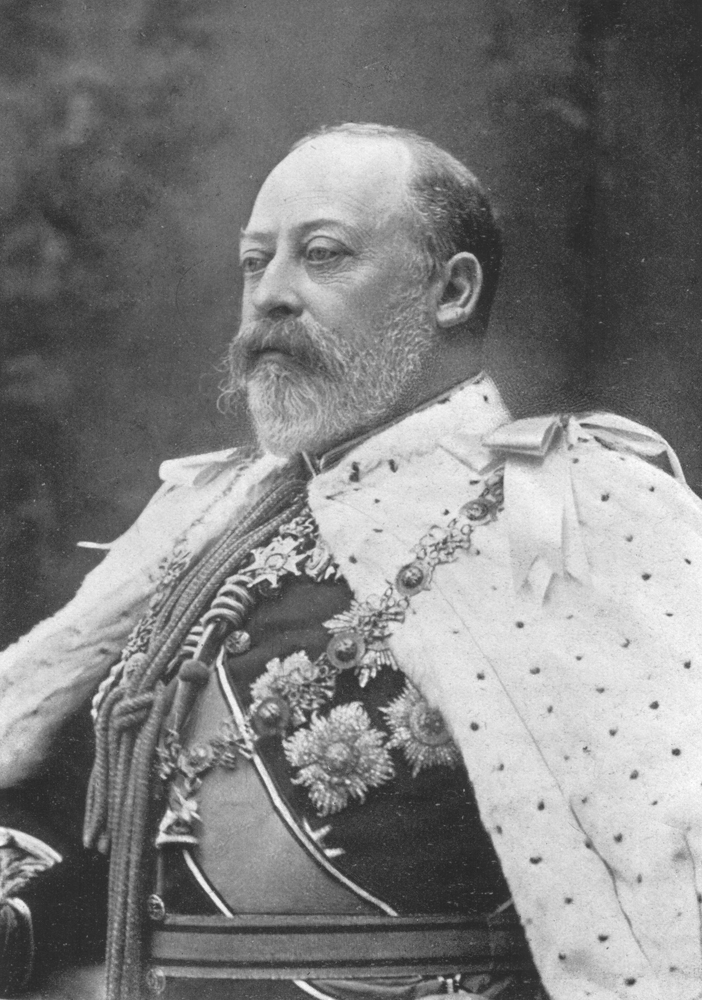
エドワード7世

王はエルガーに『威風堂々』第1番のトリオの部分に歌詞がつけられたらと示唆を与えた。エルガーは王の示唆を採りあげ、「頌歌」のクライマックスにこの曲を組み込むために、歌詞の作成をもとめた。エルガーは1902年2月に書きはじめ、3月末までに声部を書き終えた。その内訳は I, III, IV, V VIであった。それからベンソンは、アレクサンドラ王妃にふれた歌の必要性を実現させ、「古代の諸王の娘」を加えた。これはエルガーがしぶしぶ「王が戴冠したまわんことを」の後に付け加えた。エルガーは「英国よ、自問せよ」を「王が戴冠したまわんことを」の後に続けさせたかったのである。
ブージー出版は、大変な人気を博したので、エルガーに「希望と栄光の国」の改訂版を求め、それは別の曲として作成された。事実、ロンドンでの「頌歌」初演の1週間前の「戴冠式コンサート」でクララ・バットによって歌唱され（音声ファイル参照）、大成功をおさめた。

## 戴冠式での使用
本作はエドワード7世以降、戴冠式前に退位したエドワード8世を除く全ての国王の戴冠時に演奏されている。ただ、これまでの戴冠式ですべての曲が演奏されたことはない。導入部と終結部であるIとIVは必ず演奏されている一方で、祈祷曲であるVはジョージ5世以降は演奏されていない。IIは王妃をアレクサンドラ王妃にあてたbは、後の2代の王妃には適切ではないので演奏されない。エリザベス2世のときにbが演奏されたのは、王配フィリップがデンマーク王室（グリュックスブルク家）の王族を起源とするギリシャ王室の出身だからである。
| 戴冠式年 | 国王肖像 | 国王          | 王妃（王配）肖像 | 王妃（王配）   | I    | II(a)(b) | III    | IV(a)(b) | (V)    | (VI) | 備考 |  |
| -------- | -------- | ------------- | ---------------- | -------------- | ---- | -------- | ------ | -------- | ------ | ---- | --- |  |
| 1902年   |          | エドワード7世 |                  | アレクサンドラ | 使用 | b        | 使用   | a,b      | 使用   | 使用 | アレクサンドラ王妃への個人的な曲「古代の諸王の娘」のみ使用                                                 |  |
| 1911年   |          | ジョージ5世   |                  | メアリー       | 使用 | a        | 使用   | a,b      | 不使用 | 使用 | "Daughter of ancient Kings"は"The Queen"に取り換えられ、祈祷曲 "Peace, gentle peace"が不吉だとして省かれた |  |
| 1937年   |          | ジョージ6世   |                  | エリザベス     | 使用 | a        | 不使用 | b        | 不使用 | 使用 | エドワード8世が即位していたが戴冠式前に退位。                                                              |  |
| 1953年   |          | エリザベス2世 |                  | フィリップ     | 使用 | a,b      | 使用   | 両方使用 | 不使用 | 使用 | "Crown the King"は"Crown the Queen"となった。                                                              |  |

## 歌詞

### 「王が戴冠したまわんことを」"Crown the King"
I - 「王が戴冠したまわんことを」"Crown the King" - 導入部、独唱と合唱

### (a)「王妃」 "The Queen" (b) 「古代の諸王の娘よ」"Daughter of ancient Kings"
II - (a)「王妃」 "The Queen" - 合唱
II - (b)「古代の諸王の娘よ」 "Daughter of ancient Kings" - 合唱（王妃アレクサンドラ陛下へ） 

### 「英国よ自問せよ」 "Britain, ask of thyself"
III「英国よ自問せよ」"Britain, ask of thyself" - バスと男声合唱

### (a) 「聞け、神聖なる天空で」"Hark, upon the hallowed air" (b) 「ただ心が純粋になれ」"Only let the heart be pure"
IV (a)「聞け、神聖なる天空で」"Hark, upon the hallowed air" -ソプラノとテノールの独唱
IV (b) 「ただ心が純粋になれ」"Only let the heart be pure" - 四重唱(S.A.T.B.) 

### 「平和、麗しき平和よ」 "Peace, gentle peace"
V 「平和、麗しき平和よ」"Peace, gentle peace" - 四重唱 (S.A.T.B.) と合唱（無伴奏）

### 「希望と栄光の国」"Land of hope and glory"
VI - 「希望と栄光の国」"Land of hope and glory" -終結部、メゾソプラノの独唱とテュッティ

## 録音
- w:Teresa Cahill (soprano), Anne Collins (contralto), Anthony Rolfe-Johnson (tenor), Royal Scottish National Orchestra and Choir, Sir w:Alexander Gibson (conductor). Chandos CHAN 6574
- Dame w:Felicity Lott (soprano), Alfreda Hodgson (contralto), Richard Morton (tenor), Stephen Roberts (bass), Cambridge University Musical Society, Choir of Kings College Cambridge, Band of the w:Royal Military School of Music, w:Kneller Hall conducted by Sir w:Philip Ledger, recorded at Chapel of w:Kings College, Cambridge, February 1977 EMI CLASSICS 5 85148 2